# 朝鲜半岛无政府主义
韩国的无政府主义（韓語：무정부주의）可以追溯到朝鲜日治时期的韩国独立运动。韩国的无政府主义者在亚洲大陆各地联合起来，包括在日本本州和满洲地区组建团体，但他们的努力因为区域性和世界大战而被打断。

## 历史

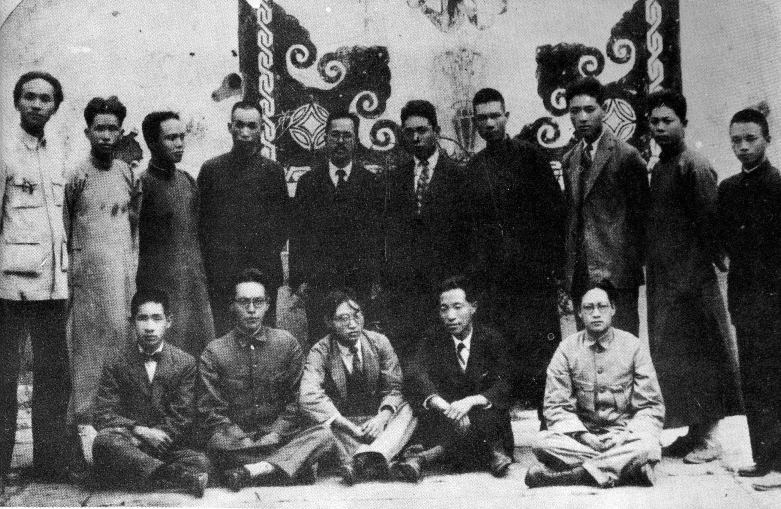

在朝鲜王朝后期，一些无政府主义的先驱思想从朝鲜半岛儒学中出现。丁若镛提倡一种被称为“村落土地制度”的无政府共产主义形式，在这种制度中，土地归集体所有，每个人各尽所能、各取所需，并在村落之间进行收入和财富的再分配。崔济愚则追求一种人文主义和平等主义的哲学，称为“东学”，其核心思想是“人即天”。1894年，这些平等主义思想在东学农民革命中得以实践。

### 起源
日本于1910年占领朝鲜，激励了一个民族解放运动，其更激进的支持者倾向于无政府主义。在1919年由三一运动领导的独立斗争中，约有7,500人遇害，之后，许多韩国人移民到满洲，形成独立社区。
1923年，申采浩发表了《朝鲜革命宣言书》，警告韩国人不要用一个压迫者取代另一个压迫者，也不要成为剥削他人的社会。他主张革命不仅要解除外国控制，还要确保新的自由和物质改善。韩国无政府主义者将他们的报纸命名为《夺还》（：／），倡导无政府共产主义。日本统治阶级对无政府主义者和韩国人采取了反动的态度，指责他们导致了同年东京的一场地震。

### 组织时间
申采浩在1927年流亡期间，与其他韩国无政府主义者共同创建了东亚无政府主义联合会。该联合会的成员遍布中国、日本和越南。无政府工团主义者也积极在釜山组织工会。
满洲尤其成为韩国新无政府主义运动的温床，1929年，靠近韩国边境的在满韩族总联合会成立，这是一个短暂存在的自治无政府主义区域。在满韩族总联合会的组织原则包括联邦主义、赠与经济和互助，被认为是韩国无政府主义最重要的发展之一。

### 战后时期
第二次世界大战结束后，韩国成为亚洲第一个出现大规模无政府主义运动的地区，因为中国存在国家社会主义，而美国占领的日本对社会主义信仰的压制非常普遍。在战争前，韩国无政府主义联合会反对统一的民族阵线，但在战争期间，一些无政府主义者加入了他们的大韩民国临时政府，为独立而战。一些无政府主义者鼓励与政府结盟，以保护韩国免受外来侵略者的侵扰，而另一些则继续主张在全国范围内建立自治单位的联邦。
战后，工人和农民通过独立工会开始了社会重建的过程，但这一进程在1948年受到外国势力（美国和苏联）强加政府的阻碍，最终导致了1950年代的朝鲜战争。

#### 现代分析
许多不同的团体和个人都讨论过早期韩国无政府主义的特征，以及这些特征是否偏离了他们所认为的无政府主义理想，尤其是运动中的一些团体和个人表现出的民族主义和种族动机倾向。包括黄东渊和田亨利在内的批评者指出，传统西方无政府主义意识形态的概念妨碍了对该团体目标的全面理解，此外许多西方无政府主义者试图浪漫化该团体及其目标的观点也受到批评。这种对多面性的韩国无政府主义的现代理解，不仅仅基于传统无政府主义理论家的作品，还包括从日本争取民族独立的内容，这一点在韩国-中国无政府主义者沈英哲的当代引言中得到了呼应。
“韩国无政府主义者，因为他们是失去国家的奴隶，不得不怀着感情依赖于民族主义和爱国主义，因此在实践中很难分辨什么是他们的主要思想，什么是次要思想。原因在于，他们的敌人只有一个——日本帝国主义。我的一生就是伴随着这种内在矛盾漂泊而过的。”

## 进一步阅读
- Every, Eric; Sumione, Lucky;Veerapan-Lewis, Leila(2014年1月22日）。“韩国无政府主义者的故事和满洲的无政府主义革命，1929-1931年”。 （页面存档备份，存于）。Zabalaza.约翰内斯堡 扎巴拉扎无政府主义共产主义阵线。OCLC 1112074027 （页面存档备份，存于）。检索于2022年1月13日。

- Gu, Seung-hoe（2022年）。《解放的老虎：100年的韩国无政府主义》。AK出版社。ISBN 978-1849354240。OCLC 1252411373 （页面存档备份，存于）。
- 金正焙（2022年4月15日）。"（页面存档备份，存于） [김정탁의 인문지리기행] 산과 물의 선계, 한국의 아나키즘을 키우다" [[金正焙的人文地理之旅] 山水之间，培育韩国的无政府主义]。中央日报（韩国）。于2022年10月21日检索。